# Anthony Fane (13e comte de Westmorland)
Anthony Mildmay Julian Fane, 13e comte de Westmorland, (16 août 1859 - 9 juin 1922), titré Lord Burghersh entre octobre 1859 et 1891, est un pair britannique.

## Jeunesse et formation
Fane est né à Curzon House, 8 South Audley Street, Mayfair, Londres, le deuxième et le plus jeune fils de Francis Fane (12e comte de Westmorland) et d'Adelaide Ida, fille de Richard Curzon-Howe (1er comte Howe). Il est baptisé à Apethorpe, Northampton. Il fait ses études au Collège d'Eton. Il aime le cricket et, bien que n'étant pas dans les Eleven à Eton, il joue occasionnellement pour le Northamptonshire sous son titre Lord Burghersh. Le 3 août 1891, il succède à son père dans le comté.

## Carrière militaire
Il est nommé major dans le 3e bataillon (milice) du Northamptonshire Regiment, connu sous le nom de Northampton and Rutland Militia, le 7 mars 1900. Il accompagne le 3e bataillon du régiment en Afrique du Sud en avril 1902, lorsqu'ils y sont affectés pour les dernières étapes de la seconde guerre des Boers. Après la fin de la guerre en juin 1902, Lord Westmorland et les autres hommes du 3e bataillon quittent Le Cap sur le SS Scot au début de septembre, et retournent à Northampton après leur arrivée au Royaume-Uni plus tard le même mois. Il est lieutenant-colonel dans le régiment de 1907 à 1914 et, en 1911, il est nommé aide de camp du roi George V. Il combat pendant la Première Guerre mondiale comme lieutenant-colonel dans le Lancashire Fusiliers et est nommé commandant de l'Ordre de l'Empire britannique (CBE) en 1919. Il est également juge de paix du Northamptonshire.

## Famille
Le 28 mai 1892, Lord Westmorland se marie avec Sybil Mary St.Clair-Erskine, la fille de Robert St Clair-Erskine (4e comte de Rosslyn) et de Blanche Adeliza Fitzroy. Le mariage a lieu à l'église St. Michael, Chester Square, Belgravia, Londres. La comtesse est réputée pour sa beauté et est liée au groupe connu sous le nom de The Souls. Elle est décédée le 21 juillet 1910 à l'âge de 39 ans.
Le couple a les enfants suivants:
- Vere Fane (14e comte de Westmorland) (15 mars 1893 - 12 mai 1948), il épouse Diana Lister (fille de Thomas Lister, 4e baron Ribblesdale) le 7 juin 1923. Ils ont trois enfants.
- Enid Victoria Rachel Fane (24 avril 1894 - 9 septembre 1969) épouse le major Henry Cecil Vane le 25 août 1914. Elle se remarie avec le major Herbert Turnor le 1er septembre 1922. Ils ont deux filles, Rosemary Sybil (9 septembre 1924-21 septembre 2015) et Pamela (née le 22 mai 1926) et par Rosemary, Enid est la grand-mère maternelle de Neil McCorquodale, époux de Sarah Spencer (la sœur aînée de Diana, princesse du Pays de Galles)[6].
- Mountjoy John Charles Wedderburn Fane (8 octobre 1900-9 octobre 1963), qui épouse Agatha Acland-Hood-Reynardson le 29 avril 1926. Ils ont deux enfants, Antony Charles Reynardson Fane (né le 11 octobre 1927) et Daphne Sybil Fane (25 mars 1929-23 janvier 2005)[7].
- (Violet) Gloria Sybil Fane (11 avril 1902 - 9 septembre 1969)

En raison de difficultés financières, il vend le siège familial, Apethorpe Hall (en), en 1904. Il était dans sa famille depuis 300 ans.
Après la mort de sa première femme, Lord Westmorland épouse Catherine Louise Geale le 22 avril 1916. Le mariage a lieu à Herne Bay dans le Kent. Catherine est la fille du révérend John Samuel Geale, et plus tard un partisan des fascistes britanniques.
Il meurt à Hove, Sussex le 9 juin 1922, et y est enterré le 14 juin.